# Gottfried Küssel

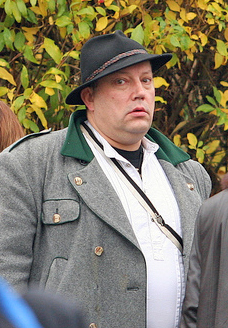
Gottfried Küssel (2008)

Gottfried Heinrich Küssel   (* 10. September 1958 in Wien) ist ein österreichischer Holocaustleugner, rechtsextremer Publizist und Schlüsselfigur der österreichischen und deutschen Neonaziszene. Er wurde vor allem für seine Führerschaft der „Volkstreuen außerparlamentarischen Opposition“ (VAPO) bekannt und unter anderem auch deshalb zu elf Jahren Freiheitsstrafe wegen NS-Wiederbetätigung verurteilt. Küssel wurde am 11. April 2011 im Zusammenhang mit den Ermittlungen um die neonazistische Website Alpen-Donau.info erneut unter dem Verdacht von Verbrechen nach §§ 3a ff. Verbotsgesetz und des Vergehens der Verhetzung festgenommen. Der anschließende Prozess endete mit einem Schuldspruch und einer Haftstrafe von sieben Jahren und neun Monaten.

## Leben
Küssels Vater war Hofrat bei der niederösterreichischen Landesregierung und ÖVP-Gemeinderat in Reichenau an der Rax.
Gottfried Küssel heiratete seine Frau Karin während seiner Haftzeit. 1991 wurde Küssel die Einreise nach Deutschland untersagt. Er betrieb nach seiner Haftentlassung 1999 gemeinsam mit seiner Lebensgefährtin unter dem Namen Naturnah einen „nationalen Bioladen“ in der Unteren Donaustraße in der Wiener Leopoldstadt. Das Geschäft ist mittlerweile nicht mehr im Firmenbuch eingetragen.

## Ideologie
Die Zeitung Falter berichtete, Küssel habe sich bereits im Alter von 14 Jahren eine Ausgabe von Hitlers Buch Mein Kampf besorgt. Er selbst bezeichnete sich später in einem Interview mit Michael Schmidt in dem preisgekrönten Dokumentarfilm Heute gehört uns die Straße … als Nationalsozialist und wiederholte diese Aussage 1990 in einem Interview mit dem ORF-Magazin ZickZack:

„Ich bin kein Faschist. Ich bin Sozialist, aber kein internationaler Sozialist, ich bin Nationalsozialist.“

Küssel kandidierte 1980 für die FPÖ und gegen seinen Vater für den Gemeinderat seines Heimatortes. Er war außerdem im selben Jahr und im Jahr darauf der Herausgeber der rechtsextremen Zeitschrift Halt, in der auch Gerd Honsik publizierte.
Küssel ist Antisemit und gilt als Verfechter des Pangermanismus. 1986 verteilte er in Wien anlässlich der Ausstellung Die Welt der Anne Frank Flugblätter, in denen das Tagebuch der Anne Frank als von Juden erfundene „Lüge“ und „Fälschung gegen das Deutsche Volk“ bezeichnet wurde. Das Einschreiten der Polizei wurde durch die Weisung eines Staatspolizisten unterbunden. In einem Interview mit einem US-Sender sagte Küssel über Österreich:

„Wir werden diesen Staat zertrümmern.“

## Erste Verurteilungen
Gottfried Küssel wurde 1983/84 erstmals wegen NS-Wiederbetätigung bedingt verurteilt. 1990 wurde gegen ihn wegen Sachbeschädigung erneut eine bedingte Haftstrafe ausgesprochen.

## Aufstieg in der Neonazi-Szene

### Verbindungen
Küssel begann seine Laufbahn im rechtsextremen Milieu 1976 in der „Aktion Neue Rechte“. Diese trat vor allem als neonazistische Studentenbewegung in Erscheinung. Küssel gehörte auch der deutschnationalen Akademischen Turnerschaft Danubo Markomannia zu Wien an, damals noch im Sudetendeutschen Verband Studentischer Corporationen, und hatte Kontakte zum Ring Freiheitlicher Studenten. Nach eigenen Angaben ist er seit 1977 Mitglied in der von Gary Lauck gegründeten NSDAP-Aufbauorganisation.
Von 1981 bis 1983 war Küssel in der Fußball-Hooligan-Szene in Wien aktiv, wo er vergeblich versuchte, die Führung über die extreme Anhängerschaft des Fußballklubs Rapid zu erlangen. 1982 wurde er Einsatzleiter der Volksbewegung, 1984 Mitglied der „Nationalen Front (NF)“. Außerdem war er in der „Kameradschaft Babenberg“ und der „Volkssozialistischen Partei“ (VSP) tätig.
Küssel nahm mehrfach am jährlichen Treffen der Ulrichsberggemeinschaft in Kärnten teil, hatte Kontakte zum Bund freier Jugend und besuchte Gedenkveranstaltungen zu Ehren des Nationalsozialisten und Jagdfliegers Walter Nowotny. Außerdem hatte er Kontakt zu Karl-Heinz Hoffmann, dem Leiter der 1980 verbotenen Wehrsportgruppe Hoffmann. Enge Verbindungen bestehen insbesondere zu Hans Jörg Schimanek jun. und Franz Radl, beide Exponenten der neonazistischen Szene in Österreich. Er soll auch bei Treffen mit dem britischen Holocaustleugner David Irving anwesend gewesen sein. In der Eröffnungsszene des Dokumentarfilms Wahrheit macht frei von Michael Schmidt 1991 über den Neonazi Bela Ewald Althans und das von ihm organisierte Holocaustleugner-Treffen spielt Gottfried Küssel Gitarre und singt dazu ein antisemitisches, den Holocaust verherrlichendes Lied. Küssel verfügt des Weiteren über enge Verbindungen zu rechten Gruppierungen in Deutschland, insbesondere in Sachsen.
Küssels Aktivitäten verlagerten sich insbesondere nach der Wiedervereinigung immer mehr nach Deutschland. Die Zeitung „Falter“ berichtete, er habe sich in Ostdeutschland einen Geländewagen der aufgelösten Nationalen Volksarmee besorgt, an diesem die Reichskriegsflagge angebracht und seine Anhänger zum ehemaligen KZ Sachsenhausen geführt.

„Draußen, vor dem Tor, stellten sie ein Holzmarterl auf, eine kleine Gedenkstätte – nicht für die ermordeten Juden, sondern für SS-Männer die bei der Befreiung des KZ von sowjetischen Soldaten erschossen worden waren. ‚Es gab Gaskammern, aber nicht zur Vernichtung von Menschen, sondern zur Entlausung‘, erklärte er damals in einem Interview mit dem Standard. Im KZ Theresienstadt sei er auch gewesen, da habe er ‚sehr gelacht‘.“

Nach Michael Kühnens Festnahme 1990 übernahm Küssel die Planung des Parteitages der „Deutschen Alternative“ in Cottbus. Kühnen hatte ihn 1987 bei einem Treffen in Frankfurt-Höchst zum „Bereichsleiter Ostmark“ ernannt. In der Folge versuchte er, die Leitung des Neonazi-Netzwerkes zu übernehmen. Hierbei stieß er jedoch auf heftigen Widerstand der Führung der deutschen Neonaziszene. Zusammen mit Günther Reinthaler nutzte er dabei das von Neonazis bewohnte Eckhaus in der Berlin-Lichtenberger Weitlingstraße, welches der Gruppe von der Kommunalen Wohnungsverwaltung (KWV) im Tausch für ein zuvor besetztes Haus am Tuchollaplatz überlassen worden war. Es war in der Wendezeit das Nazizentrum Berlins. Nach einem Angriff der Neonazis auf das Kunsthaus Tacheles 1990 organisierten die Künstler ein Gespräch mit Bärbel Bohley und Naziführern aus der Weitlingstraße, darunter auch Küssel und Reinthaler, welches jedoch verhindert wurde. Küssel nahm an verschiedenen Revisionistentreffen im Ausland teil und hielt dort auch Vorträge. 1991 wurde gegen Küssel ein Einreiseverbot nach Deutschland verhängt, was ihn aber nicht davon abhielt, noch im selben Jahr an einer Neonazidemonstration in Dresden teilzunehmen. Gemeinsam mit Günther Reinthaler nahm er auch an Michael Kühnens Beerdigung teil. Er war Schriftführer und Kassier des Vereins Wiener Akademische Ferialverbindung Reich, der unter anderem einen „Reichswaffentag“ und ein „Karfreitagliches Stelzenessen“ abhielt.
Im Jahr 2002 wurden Informationen publik, dass sich die international agierende rechtsextreme Gruppierung Blood and Honour an Küssel gewendet haben soll, um eine „Niederlassung“ in der österreichischen Bundeshauptstadt aufzubauen. 2009 nahm er an einer FPÖ-Veranstaltung teil, die als Ersatz für das Ulrichsbergtreffen anberaumt worden war.

### Wehrsportübungen
In den 1990er Jahren begann Küssel, mit anderen Gesinnungsgenossen im Raum Langenlois sogenannte Wehrsportübungen abzuhalten. Von einer dieser Veranstaltungen existiert ein Video, das Küssel und andere – teils vermummte – Angehörige der rechtsextremen Szene zeigt und später in die Öffentlichkeit gelangte, wo es für Diskussionen sorgte. An einem der Treffen nahm auch der spätere FPÖ-Obmann Heinz-Christian Strache teil. Im Zusammenhang mit der Veröffentlichung von Fotos, die Strache in Tarnkleidung bei dieser Übung zeigten, bezeichnete der damalige Abgeordnete zum Nationalrat und oberösterreichische FPÖ-Chef Lutz Weinzinger Küssel als „Idioten“, weil er davon ausging, dieser habe die Herausgabe der Fotos lanciert. Als sich dies als unrichtig herausstellte, schickte er an diesen eine Ehrenerklärung, in der er seine Motive für die getätigte Äußerung darlegte. Auf die Frage der Tageszeitung Der Standard, ob Küssel mit Klage gedroht habe, antwortete Weinzinger:

„Nein gar nicht, ich habe ganz einfach eine Behauptung aufgestellt, die nicht gestimmt hat. Als Mann der Ehre, der keinen anderen Ehrenmann in seiner Ehre anpatzt, habe ich gewusst, was sich gehört.“

## VAPO

### Ideologische Ausrichtung
Gottfried Küssel gründete 1986 die Volkstreue außerparlamentarische Opposition (VAPO). Die VAPO organisierte Kundgebungen und Wehrsportübungen. Sie war eine der radikalsten und somit auch, auf spätere Gruppierungen, einflussreichsten Neonazigruppierungen in Österreich.

„Die VAPO hatte in Wien einen eigenen Stammtisch, feierte Hitlers 102. Geburtstag in einem Gasthaushinterzimmer nahe Gmunden. Im September 1990 demonstrierte Küssel mit seinen Kameraden ganz legal in St. Pölten. ‚Jetzt haben wir die Straße zurückgewonnen‘, jubelte er damals.“

In einem Interview, das er am 1. Dezember 1991 in Langenlois mit dem deutschen Fernsehsender Tele 5 führte, trat Küssel für die „Zulassung der NSDAP als Wahlpartei“ ein. Nach weiteren neonazistischen Aussagen gegenüber US-amerikanischen Sendern wurde er im Jänner 1992 festgenommen und wegen NS-Wiederbetätigung angeklagt. Er hatte gegenüber der TV-Anstalt ABC in einem in Österreich aufgenommenen Interview unter anderem gesagt:

„Adolf Hitler war einer der größten Männer in der Geschichte Deutschlands, besonders in der Geschichte des 20. Jahrhunderts […] er verlor und mit ihm verlor ganz Deutschland den Zweiten Weltkrieg, aber die Ideologie war sehr gut und es war eine äußerst nationale Ideologie und ich denke, daß sie für die ganze weite Welt gut ist […] er gab der deutschen Nation einen neuen Aufstieg, und er gab ihr die Mehrheit in ihrem eigenen Land, und das ist für ihre eigene Identität sehr notwendig.“

Auf die Frage, ob er glaube, dass der Holocaust stattgefunden habe, meinte Küssel schließlich: „Nein, die Konzentrationslager hat es gegeben, aber es hat dort niemals ein organisiertes Töten oder organisiertes Vergasen gegeben.“ Auf die Frage, ob er Rassist sei, antwortete er: „Selbstverständlich bin ich das, ja.“ Küssel klagte gegen die Länge seiner U-Haft, da er sich in seinem Grundrecht auf persönliche Freiheit beschnitten sah. Der Klage wurde zunächst vom Oberlandesgericht Wien stattgegeben, der Oberste Gerichtshof verwarf sie jedoch in Folge. Die Anklageschrift warf Küssel vor, er habe

„im Jahre 1986 eine Verbindung, nämlich die Volkstreue Außerparlamentarische Opposition (VAPO), deren Zweck es ist, durch Betätigung ihrer Mitglieder im nationalsozialistischen Sinn die Selbständigkeit und Unabhängigkeit der Republik Österreich zu untergraben, gegründet […] anläßlich der Gründung der Kameradschaft Gmunden am 20. April 1991 in Baumgarten, Bezirk Gmunden, als Redner die Ziele der ‚VAPO‘ aufzeigte und erklärte, in etwa 10 Jahren wolle er die ‚VAPO‘ in ‚NSDAP‘ umbenennen, er habe weiters vor, mit dieser ‚NSDAP‘ ins Parlament und in weiterer Folge an die Macht zu kommen; sollte dies mit legalen Mitteln nicht möglich sein, dann werde er versuchen, mit einem Putsch die österreichische Regierung zu stürzen, die rechtsstaatlichen Einrichtungen auszuschalten und die Macht in Österreich zu ergreifen;“

### Der VAPO-Prozess
Aufgrund seiner Aussagen und Tätigkeiten im Rahmen der VAPO wurde Küssel schließlich in erster Instanz in einem Geschworenenprozess wegen des Verbrechens der nationalsozialistischen Wiederbetätigung nach dem Verbotsgesetz zu einer zehnjährigen Freiheitsstrafe verurteilt. Der OGH hob das Urteil nach Anhörung der Generalprokuratur jedoch wegen mangelnder Rechtsbelehrung der Geschworenen 1994 in Teilen auf und verwies den Fall zur erneuten Verhandlung an die erste Instanz zurück, durch die Küssel erneut, diesmal zu elf Jahren Haft, verurteilt wurde. Im Zuge der Verfahren rund um die VAPO wurden auch andere Personen aus dem rechtsextremistischen Lager wegen Wiederbetätigung angeklagt und verurteilt. Da die VAPO weder Mitgliederlisten führte noch behördlich eingetragen war, sondern sich als Fundamentalopposition verstand, ging sie mit der Festnahme und Verurteilung ihrer führenden Exponenten de facto unter.
Nachdem Küssel verurteilt worden war, bildeten diverse Neonazi-Gruppen „Solidaritätskomitees“ und forderten seine Freilassung. Diese stellten ihre Arbeit aber nach einigen Jahren wieder ein. Der deutsche Neonazi Thomas Brehl schrieb dem Dokumentationsarchiv des österreichischen Widerstandes über eine angeblich geplante Solidaritätsbekundung:

„Eine solche Veranstaltung ist nicht geplant, unsere Initiative hat jede Öffentlichkeitsarbeit für den Kameraden Gottfried Küssel eingestellt, zu seiner vorzeitigen Freilassung konnten alle unsere Maßnahmen […] nicht beitragen, im Gegenteil liegt die Vermutung nahe, daß unsere (öffentlichen) Aktivitäten kontraproduktiv sein würden und die Chance für Gottfried Küssel nach zwei Dritteln seiner Strafe vorzeitig entlassen zu werden, eher mindern als fördern würden. Da unsere Initiative kein Selbstzweck ist, war eine Einstellung der Aktivitäten nicht nur geboten, sondern erste Kameradenpflicht!“

Im Sommer 1999 wurde er wegen guter Führung vorzeitig aus der Haft entlassen.

## Nach der Haftentlassung

### Rückkehr in die Neonazi-Szene
Bei einem Routineeinsatz im Fritz-Stüber-Heim der Arbeitsgemeinschaft für demokratische Politik (AFP) anlässlich eines Treffens von 50 Rechtsextremisten traf die Polizei auch auf Küssel und dessen vormaligen VAPO-Stellvertreter Gerd Endres. Bei der anschließenden Durchsuchung wurde einschlägiges rechtsextremistisches Propagandamaterial sichergestellt. In den Jahren nach seiner Haftentlassung wurde Küssel wieder in der rechten Szene aktiv, um – so der österreichische Verfassungsschutz – „Nachwuchs zu rekrutieren“. Er nahm laut Dokumentationsarchiv des österreichischen Widerstandes (DÖW) 2001 an einer Sonnwendfeier der rechtsextremen „Österreichischen Landsmannschaft“ (ÖLM) und des „Wiener Korporationsringes“ (WKR) teil. 2006 war er Teilnehmer einer vom FPÖ-Mandatar Lutz Weinzinger organisierten „burschenschaftlichen Palm-Gedenkfeier“ in Braunau am Inn. Das DÖW berichtet weiters von Auftritten „an den Gräbern der (Neo-)Nazi-‚Helden‘ Walter Nowotny (2004, 2008) und Otto Skorzeny (2006), beim Sommerfest des neonazistischen Bundes freier Jugend (BFJ, 2007), beim ‚Fest der Völker‘ in Jena (2007) und am ‚Anti-Kriegstag‘ in Dortmund (2008, 2010).“

### Vortragstätigkeiten
Seit 2007 trat Küssel vermehrt als Teilnehmer und Redner bei rechtsextremen Veranstaltungen und Aufmärschen auf, darunter dem europaweiten Neonazi-Treffen Fest der Völker am 8. September 2007 in Jena, dem neonazistischen sogenannten „Antikriegstag 2008“ in Dortmund oder beim neonazistischen 1.-Mai-Aufmarsch im tschechischen Brünn, bei dem 650 Neonazis aus mehreren Ländern zusammenkamen. Die Leiterin des Dokumentationsarchivs des Österreichischen Widerstandes Brigitte Bailer-Galanda bezeichnet ihn als gefragten Referenten in der Neonazi-Szene. Küssel ist auch Mitglied und Schriftführer der rechtsextremen Wiener Akademischen Ferialverbindung Das Reich. Am 6. Juni 2009 sprach Küssel vor den „Freien Kräften“ in Leipzig und beklagte den „Genozid des deutschen Volkstums in Österreich“, da sich nur noch 4,3 % der Österreicher als Deutsche sähen.
Anfang 2011 wurde Gottfried Küssel als einer der Redner einer geplanten neonazistischen Demonstration „Fremdarbeiterinvasion stoppen – Arbeitsplätze zuerst für Deutsche“ am 1. Mai 2011 in Heilbronn angekündigt, die von den Jungen Nationaldemokraten und der regionalen Neonaziszene organisiert wurde. Die Versammlung wurde von den deutschen Behörden jedoch verboten.

## Erneute Verurteilungen

### Illegaler Waffenbesitz
Am 16. Februar 2005 wurde Gottfried Küssel vom Berufungssenat im Wiener Landesgericht wegen illegalen Waffenbesitzes zu einer Geldstrafe von 360 Euro verurteilt. Die von ihm eingelegten Rechtsmittel wurden verworfen und die erstinstanzliche Strafe (120 Euro) erhöht. Der Staatsanwalt forderte für die in Küssels Wohnung im September 2002 bei einer Durchsuchung vorgefundene Waffen (zwei indische Dolche, drei Bajonette) und auch in Anbetracht der Vorstrafen von Küssel und wiederholter Übertretung seiner Auflagen eine Freiheitsstrafe. Bei der Durchsuchung war auch ein SS-Ehrendolch mit der verbotenen Aufschrift „Meine Ehre heißt Treue“, dem Leitspruch der SS, gefunden worden, der jedoch im Verfahren als Ziergegenstand und nicht als Waffe eingestuft wurde. Da seit 1982 ein Waffenverbot über Küssel ausgesprochen wurde, kam es zur Verurteilung.

### Wirtshausschlägereien
Im Sommer 2010 fiel Küssel auf, als er bei einer Schlägerei zwischen Burschenschaftern vor einem Wiener Rotlichtlokal gemeinsam mit der Chefsekretärin aus Heinz-Christian Straches Büro gesehen wurde. Am 17. Oktober 2010 wurde Gottfried Küssel erneut von der Polizei einvernommen, nachdem er zuvor in einer Bar mit drei Kameraden unter anderem Naziparolen gerufen, den Hitlergruß gezeigt und die venezolanische Lokalbesitzerin geschlagen hatte.

## „Alpen-Donau.info“

### Ermittlungen
Bereits im Juli 2010 wurde Küssel mit der neonazistischen Website Alpen-Donau.info, die seit April 2009 betrieben wurde, in Verbindung gebracht. Das Nachrichtenmagazin profil berichtete damals:

„Nach Analyse der Einträge auf der ‚Alpen-Donau‘-Homepage, die den Auftritten Küssels jeweils großen Raum geben, vermutet das Dokumentationsarchiv des Österreichischen Widerstandes (DÖW), dass Neonazis um Küssel sowie Aktivisten des inzwischen aufgelösten ‚Bund Freier Jugend‘, die eine Zeit lang in den Reihen der FPÖ-Jugend ihr Unwesen trieben, involviert sein könnten.“

Am 30. Oktober 2010 fand schließlich im Zusammenhang mit den Ermittlungen um die Website die größte Polizeiaktion gegen die Neonazi-Szene Österreichs seit den 1990er Jahren statt. In mehreren Bundesländern wurden insgesamt 18 Wohnungen durchsucht und Computer, Laptops, Speicherkarten, Mobiltelefone, Gewehre, Munition, Messer und Schlagringe, sowie NS-Devotionalien sichergestellt. Eine der Hausdurchsuchungen fand bei Gottfried Küssel statt. Die Webseite hatte auch Informationen über Küssels Vortragstätigkeiten publiziert. Ein Informant des Abwehramtes hatte im Zusammenhang mit der Website bereits im April 2009 den Verfassungsschutz auf Küssel und den „Bund Freier Jugend“ (BFJ) aufmerksam gemacht. Im Zusammenhang mit den Ermittlungen war das Bundesamt für Verfassungsschutz und Terrorismusbekämpfung (BVT) immer wieder der Kritik ausgesetzt, es sei von Maulwürfen aus der Neonazi-Szene unterwandert. Das „profil“ veröffentlichte am 13. November 2010 einen Bericht, in dem es unter anderem hieß:

„Der Sohn eines Beamten des Verfassungsschutzes, der erst im Sommer 2010 an eine andere Dienststelle versetzt wurde, war 2009 in Bundesheeruniform mit Küssel und Schimanek junior […] auf den Ulrichsberg gepilgert, eine Aktion, zu der ebenfalls Alpen-Donau aufgerufen hatte.“

### Festnahme
Im Zusammenhang mit den Ermittlungen rund um „Alpen-Donau.info“ wurde Küssel schließlich am Abend des 11. April 2011 durch das Einsatzkommando Cobra mit anderen Personen der Neonazi-Szene während einer erneuten Hausdurchsuchung angetroffen und festgenommen. Der Festnahme waren monatelange Ermittlungen des BVT und eine Weisung der damaligen Justizministerin Claudia Bandion-Ortner vorangegangen, in der sie der zuständigen Staatsanwaltschaft eine Frist zum Abschluss der Untersuchungen gesetzt hatte. Von Seiten der Ermittlungsbehörden wurde ein Zusammenhang zwischen der Weisung und der Polizeiaktion jedoch verneint. Der Zugriff sei von langer Hand geplant gewesen. Bei der mit Küssels Festnahme einhergehenden Hausdurchsuchung wurden auch „Unterlagen, Computer und Datenträger, Waffen und NS-Devotionalien“ beschlagnahmt. Infolgedessen wurde am 14. April 2011 auf Antrag der Staatsanwaltschaft über Küssel die Untersuchungshaft verhängt. Vorgeworfen werden ihm nationalsozialistische Wiederbetätigung und Verhetzung. Am 12. Dezember 2011 brachte die Staatsanwaltschaft Wien die Anklageschrift gegen ihn ein.

### Solidaritätsaktionen
30 deutsche Neonazis protestierten noch am selben Abend in Dortmund gegen die Inhaftierung Küssels. Auch vor dem österreichischen Konsulat in München demonstrierten am 13. April mehrere Neonazis gegen seine Festnahme und veranstalteten eine „Solidaritätsmahnwache“. Ein neonazistischer Internetversand produzierte „Solidaritätsaufkleber für Gottfried“ mit dem Versprechen, einen Teil des Erlöses für Küssels zu erwartende Prozesskosten zu spenden.
Am 20. April – dem Geburtstag Hitlers – ging die inkriminierte Website wieder online und veröffentlichte gleichfalls Proteste gegen die Festnahme. Am 30. April wurden auf der B37 bei Gneixendorf von der Polizei zwei Plakate entfernt, auf denen Küssels Freilassung gefordert wurde.
In Amstetten wurden Ende Mai 2011 in Anspielung auf Küssels Festnahme Plakate mit der Aufschrift „Lasst unsere Kameraden frei!“ an verschiedenen öffentlichen Orten angebracht und damit ein Sachschaden von mehreren tausend Euro verursacht. Zuvor waren in Melk 17 ähnliche Sujets entfernt worden. In der Folge nahm das niederösterreichische Landesamt für Verfassungsschutz und Terrorismusbekämpfung Ermittlungen gegen Unbekannt auf. Im Zuge einer Anti-EU-Demonstration forderte am 22. Oktober eine politische Gruppierung, die unter dem Namen „Österreichische Bürgerpartei“ auftritt und vom ehemaligen FPÖ-Nationalratsabgeordneten Werner Königshofer unterstützt wird, in Flugblättern unter anderem die Freilassung Küssels und weiterer Exponenten der rechtsextremen Szene. Im November 2011 wurden schließlich Flugblätter mit der Aufschrift „Freiheit für Küssel!“ in Postkästen des Wiener Karl-Marx-Hofes deponiert.

### Prozess
Der ursprünglich für den 14. Mai 2012 angesetzte Prozess musste auf den 21. Mai vertagt werden, weil nicht genügend Geschworene erschienen waren, um die Verhandlung führen zu können. Zu Prozessbeginn brachte die Verteidigung einen erneuten Antrag auf Vertagung ein, um die Geschworenenliste prüfen zu können, der jedoch abgewiesen wurde. Das Gericht räumte den Anwälten jedoch eine Verhandlungspause ein. Der Staatsanwalt begann sein Plädoyer mit der Beschreibung des gesetzwidrigen Charakters der inkriminierten Webseite alpen-donau.info sowie des dazugehörigen Forums alinfodo.com. Daraufhin legte er E-Mails als Beweise für Küssels Auftraggeberschaft vor.
Am 10. Jänner 2013 erging schließlich im Strafprozess am Landesgericht für Strafsachen Wien das Urteil, worin Küssel zu neun Jahren Haft wegen nationalsozialistischer Wiederbetätigung im Sinne des Verbotsgesetzes verurteilt wurde. Der Oberste Gerichtshof entschied am 15. Jänner 2014, Küssel sei zu Recht wegen nationalsozialistischer Wiederbetätigung verurteilt worden; allerdings reduzierte er die Haftstrafe auf sieben Jahre und neun Monate.

## Rückgabe von Devotionalien
Bei seiner Festnahme 2011 wurden eine Hitlerbüste und einschlägige Literatur beschlagnahmt. Im Zuge des Verfahrens, das 2013 zu seiner Verurteilung wegen nationalsozialistischer Wiederbetätigung führte, hat das Landesgericht für Strafsachen Wien weder über die Einziehung der Gegenstände verfügt, noch sich diese vorbehalten. Küssel forderte 2016 die Rückgabe der Dinge, was vom Landesgericht abgelehnt wurde. Im Juli 2017 entschied jedoch das Oberlandesgericht Wien zugunsten der Rückgabe, da das Landesgericht 2013 fehlerhaft versäumt hatte, darüber zu entscheiden oder sich die Entscheidung vorzubehalten.

## Haft und Freilassung Jänner 2019
Küssel hat seit Anfang 2017 eine Arbeit in einem Betrieb und übte diese als Freigänger bis zuletzt aus. Außerhalb seiner Arbeitszeit saß Küssel in Haft, eine bedingte vorzeitige Entlassung wurde abgelehnt, die Anregung einer elektronischen Fußfessel hat Küssel nicht aufgegriffen. Küssel wurde am Freitag, dem 11. Jänner 2019 freigelassen.
Im Herbst 2019 und im Februar 2020 erwarb ein Kreis um Küssel sechs bis acht baufällige Weinkeller in der Kellergasse von Wetzelsdorf (Gemeinde Poysdorf) in Niederösterreich.
Am 26. Oktober 2020 besuchte er in Wien eine Demonstration gegen die Einschränkungen zur Eindämmung von COVID-19. Auch davor und danach war er auf solchen Demos aktiv.
Nachdem Küssel bereits vor seiner Haft im Jahr 2016 der Reisepass entzogen wurde, wurde im Jahr 2023 die Ausstellung eines neuen Reisepasses von der Stadt Wien verweigert, mit der Begründung, dass ein Aufenthalt im Ausland die innere oder äußere Sicherheit Österreich gefährden würde, wie im Passgesetz vorgesehen ist.